# Mary’s Land
Mary’s Land (spanisch auch Tierra de María) ist ein 2013 in Spanien erschienener Film, der seit 2017 auch auf Deutsch ausgestrahlt wird. Er beschäftigt sich mit Menschen, die durch Marienerscheinungen, insbesondere im Kontext von Međugorje (Bosnien und Herzegowina), ihr Leben verändert haben.

## Handlung
Der Film beginnt als Agenten-Thriller: Die Chefin trifft ihren Agenten und erzählt von einer mysteriösen Bewegung, deren Mitglieder einen himmlischen Vater, Sohn und Geist verehren und an eine Mutter glauben, die die Verbindung zwischen der himmlischen Führung und den Anhängern darstellen solle. Ferner glauben sie, die ganze Welt gehöre diesem Gott und nach dem Tod gebe es eine Auferstehung. So wird der Agent beauftragt, dieser Bewegung nachzugehen, um zu prüfen, ob sie glaubwürdig sei oder ihre Anhänger einem Irrtum oder einer Gehirnwäsche unterzogen wurden. Im Zuge dieser – karikiert bis parodistisch dargestellten – Mission nennt sich der beflissene Agent fortan des Teufels Advokat. Als Dossier erhält er von seiner Chefin eine dicke, alte Bibel und eine filmische Kurzfassung derselben: Sie beginnt damit, wie Gott aus einem Lehmklumpen ein Baby formt, dann mit Adam und Eva in einem Garten lebt, ein Engel stürzt – und auch die Menschen missbrauchen ihre Freiheit, indem sie von einer verbotenen Frucht essen. Seither versucht Gott, die Liebe der Menschen wiederzugewinnen: Er fasst schließlich den Plan, von Maria als Mensch geboren zu werden, predigt, wird gekreuzigt für die Menschheit. Maria tritt als Fürsprecherin vor Gottvater für die Menschen ein.
Nun beginnt die Reise des Advokaten, in der er neun Personen trifft und interviewt, sodass diese aus ihrer Lebensgeschichte erzählen, in der sie Marias Stimme gehört haben oder an einem Wallfahrtsort bekehrt wurden. Zuerst trifft er in London John Rick Miller, der einst ein erfolgreicher Manager war, jetzt aber als „Botschafter Gottes“ unterwegs ist. In Bogotá begegnet er dem ehemaligen Topmodel Amada Rosa Pérez, die trotz Traumkarriere nicht glücklich war und nach einer Abtreibung in eine tiefe Depression verfiel …
Im mexikanischen Guadalajara besucht Agent Cotelo den Krankenpfleger Salvador Iñiguez, der Prostituierten Rosenkränze und Marienbilder schenkt, da auch sie die Liebe der Muttergottes erlebten. Der Priester Francisco Verar kümmert sich ebenfalls um arme Kinder und Jugendliche, die Missbrauch und Prostitution erlebten. In Washington, D.C. schließlich trifft er den ehemaligen Abtreibungs-Arzt John Bruchalski, der ihm unter anderem eine Reise nach Medjugorje anrät. Vorher besucht der Teufelsadvokat in Las Vegas die an multipler Sklerose erkrankte Sängerin Lola Falana. In Padua trifft er die 17-jährige Silvia Buso, die epileptische Anfälle und eine Querschnittslähmung bekommt – und neun Monate später den Gipfel des Berges Križevac in Međugorje erklimmt.
Der „Agent“ selbst tritt im Laufe des Filmes immer weiter in den Hintergrund zugunsten seiner „Interviewparter“ und meint am Ende (in Međugorje), dass die weitere Verfolgung der Sache unter „innere Angelegenheiten“ fällt. Im Abspann wird darauf hingewiesen, dass der Vatikan die Erscheinungen von Međugorje weiterhin prüft, aber noch kein endgültiges Urteil über die Übernatürlichkeit vorliegt.

## Kritik
Insgesamt wurden die dokumentarischen Berichte der „Interviewpartner“ gewürdigt. Andere Marienerscheinungsorte wie Fátima, Lourdes und Guadalupe kommen nur am Rande vor, da der Schwerpunkt auf Medjugorje liegt.

„Mary’s Land ist ein spannender, berührender und humorvoller Film. Vordergründig geht es um Marienverehrung, aber eigentlich dreht sich der Film um die Sehnsucht Gottes nach allen seinen Kindern und um das oft unverhoffte und lebensverändernde Erlebnis seiner bedingungslosen Liebe.“

## Verbreitung
Mary’s Land feierte im Dezember 2013 in Madrid Premiere, lief 2014 und 2015 in weiteren 24 Ländern, unter anderem in den USA, Mexiko, Argentinien, Italien, Ungarn, Brasilien und Litauen und das mit großem Erfolg. In Deutschland gab es am 27. Januar 2017 eine Preview in Neu-Ulm und Anfang Februar die Premiere in München. Bis Dezember 2017 lief der Film in 210 deutschen Kinos, im September 2017 wurde er erstmals in der Schweiz ausgestrahlt. Seit Dezember 2017 ist der Film als DVD (inkl. 100 Min. weiterer Dokumentation) im Handel.

## Auszeichnungen
- 2014 (Spanien): Nominierung für den Cinema Writers Circle Awards (Best Documentary)